# Henriette Frank
Henriette Frank (* 22. April 1953 in Ried im Innkreis) ist eine österreichische Politikerin (FPÖ). Sie war von November 2001 bis Dezember 2013 Abgeordnete zum Landtag und Mitglied des Wiener Gemeinderats.

## Ausbildung und Beruf
Henriette Frank war zwischen 1969 und 1971 im Großhandel tätig und arbeitete 1971 bis 1989 in der Bauwirtschaft. Sie schloss 1980 die Matura an der Abend-Handelsakademie in Linz ab und ist seit 1989 Mitarbeiterin im Architekturbüro ihres Mannes Werner Frank. Zudem war sie 1989 bis 1995 selbstständige Immobilienmaklerin.

## Politik
Henriette Frank engagierte sich zunächst in der Bezirkspolitik in Favoriten. Ab Dezember 1996 war sie Bezirksrätin, im Juni 1998 stieg sie zur Bezirksvorsteher-Stellvertreterin auf. Diese Funktion nahm Frank bis zum 21. Mai 2001 war. Nach den Landtags- und Gemeinderatswahlen 2001 wurde Frank am 27. April 2001 als Abgeordnete zum Wiener Landtag und Mitglied des Wiener Gemeinderats angelobt. Sie ist Stellvertretende Bezirksobfrau der FPÖ Favoriten und hat ihre politischen Schwerpunkte in den Bereichen Wohnbau und Altstadterhaltung.